# Дафнии
Да́фнии (лат. Daphnia) — род планктонных неокеанических ракообразных из надотряда ветвистоусых (Cladocera). Длина тела — от 0,2 до 6 мм. Иногда дафний называют водяными блохами.

## Систематика
Один из наиболее крупных (более 50 валидных видов в мировой фауне) и сложных для систематики родов ветвистоусых. Типовой вид — D. longispina O.F. Mueller, 1785. Наиболее характерный отличительный признак рода — сросшиеся с головой антенны I у самок. Кроме того, у самок обычно хорошо развит рострум, а вентральный край створок выпуклый. У обоих полов створки, как правило, несут шипики и образуют непарный вырост — хвостовую иглу. У большинства видов (кроме некоторых австралийских видов, часто относимых к роду Daphniopsis) в эфиппиуме два яйца. Все щетинки антенн II обычные, с длинными сетулами.
Большинство систематиков признают деление этого рода на два подрода — Daphnia (Daphnia) O.F. Mueller, 1785 и Daphnia (Ctenodaphnia) Dybowski et Grochowski, 1895. У подрода Daphnia (Daphnia) отсутствует выемка головного щита, яйцевые камеры эфиппиума обычно почти перпендикулярны спинному краю створок. У представителей подрода Daphnia (Ctenodaphnia) выемка головного щита имеется, яйцевые камеры эфиппиума обычно почти параллельны спинному краю створок. Все виды, ранее относимые к роду Daphniopsis, входят в состав подрода Daphnia (Ctenodaphnia), причём многие из них обладают примитивными (отсутствие выемки головного щита) или уклоняющимися (одно яйцо в эфиппиуме) признаками. Судя по палеонтологическим находкам, сделанным в Монголии, оба подрода Daphnia существуют по меньшей мере с верхней юры.

### Виды дафний
- Daphnia ambigua Scourfield, 1947
- Daphnia atkinsoni Baird, 1859
- Daphnia arcuata Forbes, 1893
- Daphnia australis (Sergeev et Williams, 1985)
- Daphnia barbata Weltner, 1898
- Daphnia bolivari Richard, 1888
- Daphnia brooksi Dodson, 1985
- Daphnia carinata King, 1852
- Daphnia carvicervix Ekman, 1901
- Daphnia catawba Coker, 1926
- Daphnia cheraphila Hebert and Finston, 1996
- Daphnia chevreuxi Richard, 1896
- Daphnia cristata G. O. Sars, 1862 — дафния хохлатая
- Daphnia cucullata G. O. Sars, 1862
- Daphnia curvirostris Eylmann, 1887
- Daphnia dadayana Daday, 1902 sensu Paggi, 1999
- Daphnia dubia Herrick, 1883
- Daphnia dolichocephala G.O. Sars, 1895
- Daphnia ephemeralis (Schwartz et Hebert, 1985)
- Daphnia exilis Herrick, 1895
- Daphnia galeata G. O. Sars, 1864
- Daphnia gessneri Herbst, 1968
- Daphnia hispanica Glagolev et Alonso, 1990
- Daphnia hyalina Leydig, 1860
- Daphnia jollyi Petkovski, 1973
- Daphnia lacustris G.O. Sars, 1862
- Daphnia laevis Birge, 1879
- Daphnia latispina Korinek and Hebert, 1996
- Daphnia longiremis G. O. Sars, 1862
- Daphnia longispina O. F. Mueller, 1785
- Daphnia lumholtzi G. O. Sars, 1885
- Daphnia magna Straus, 1820 — большая дафния
- Daphnia magniceps Herrick, 1884
- Daphnia mediterranea Alonso, 1985
- Daphnia menucoensis Paggi, 1996
- Daphnia middendorffiana Fischer, 1851
- Daphnia minnehaha Herrick, 1884
- Daphnia nivalis Hebert, 1977
- Daphnia occidentalis Benzie, 1986
- Daphnia obtusa Kurz, 1875
- Daphnia oregonensis Korinek and Hebert, 1996
- Daphnia pamirensis Rylov, 1928
- Daphnia parvula Fordyce, 1901
- Daphnia peruviana Harding, 1955
- Daphnia pileata Hebert and Finston, 1996
- Daphnia prolata Hebert and Finston, 1996
- Daphnia psittacea Baird, 1850
- Daphnia pulex Leydig, 1860 — обыкновенная дафния
- Daphnia pulicaria Forbes, 1893
- Daphnia pusilla (Serventy, 1929)
- Daphnia retrocurva Forbes, 1882
- Daphnia quadrangula (Sergeev, 1990)
- Daphnia queenslandensis (Sergeev, 1990)
- Daphnia rosea G. O. Sars, 1862
- Daphnia salina Hebert and Finston, 1993
- Daphnia schoedleri G. O. Sars, 1862
- Daphnia similis Claus, 1876
- Daphnia similoides Hudec, 1991
- Daphnia sinevi Kotov, Ishida et Taylor, 2006
- Daphnia stuederi (Ruhe, 1914)
- Daphnia tanakai Ishida, Kotov et Taylor, 2006
- Daphnia tenebrosa G. O. Sars, 1898
- Daphnia tibetana (G.O. Sars, 1903)
- Daphnia thomsoni G.O. Sars, 1894
- Daphnia thorata Forbes, 1893
- Daphnia triquetra G.O. Sars, 1903
- Daphnia truncata Hebert et Wilson, 2000
- Daphnia turbinata G.O.Sars, 1903
- Daphnia umbra
- Daphnia villosa Korinek and Hebert, 1996
- Daphnia wardi Hebert et Wilson, 2000

## Внешнее строение
Если не сказано иначе, в этом разделе описано строение самок. Покровы состоят из головного щита и двустворчатого карапакса. Обычно на них имеется хорошо заметный узор из ромбов и многоугольников — ретикуляция. Каждую такую ячейку покровов образует одна клетка гиподермы. На краю створок имеются шипики, а на заднем конце — покрытая шипиками хвостовая игла. У многих видов на внутреннем крае створок в его средней части есть ряд оперённых щетинок, у самцов всех видов есть такие же щетинки и добавочные щетинки на передне-нижнем углу створок.
На голове у большинства видов развит клювовидный вырост — рострум. Под ним расположены первые антенны (антенны I, или антеннулы) — короткие выросты, несущие на конце 9 обонятельных щетинок — эстетасок (эстетасков), а на боковой поверхности — одну добавочную щетинку. У самцов антенны первые более крупные, подвижные, несут кроме эстетасков крупную щетинку («жгутик») на дистальном конце.
На боковой поверхности головы расположены выступы кутикулы — форниксы. Их форма, а также форма заднего края головного щита — важный диагностический признак подродов и групп видов. Под форниксами к голове сложным «суставом» крепятся вторые антенны (антенны II, или антенны в узком смысле, в противоположность антеннулам). Они намного больше антеннул и служат для плавания. Состоят из основания и двух ветвей — внутренней трёхчлениковой и наружной четырёхчлениковой. На концах члеников ветвей расположены покрытые уплощёнными волосками двучленистые плавательные щетинки, образующие «весла» при плавании. На трёхчлениковой ветви их пять (четыре только у D. cristata), на четырёхчлениковой — четыре. На основании есть несколько мелких чувствительных щетинок.
От задней поверхности головы отходит крупная верхняя губа. Внутри неё находятся несколько гигантских полиплоидных клеток, которые выделяют секрет, склеивающий пищу в пищевой комок.
На границе между головным щитом и карапаксом под створками расположены мандибулы. Они имеют сложную форму, асимметричны и имеют сильно хитинизированные жевательные поверхности, покрытые гребнями и выростами. В процессе питания мандибулы переправляют пищу в ротовое отверстие.
Под карапаксом расположены небольшие максиллы первые (максиллулы), несущие четыре щетинки. Максиллы вторые у дафний редуцированы. Имеется пять пар двуветвистых грудных ног сложного строения. Ноги первой и отчасти второй пары различаются по строению у самцов и самок. На первой паре ног самцов расположены крючковидные выросты, которые позволяют цепляться к самкам при спаривании. Третья и четвёртая пары несут веера фильтрующих щетинок. На каждой ноге имеется дыхательный придаток — эпиподит.
За грудным отделом расположен редуцированный брюшной, наличие которого «маркируется» дорзальными абдоминальными выростами, закрывающими выход из выводковой камеры. Их обычно четыре, они хорошо развиты у половозрелых самок и редуцированы у самцов большинства видов.
Задний отдел тела — крупный подвижный постабдомен, гомологичный тельсону других ракообразных. На его дорзальной стороне расположены два ряда зубчиков, между которыми находится анальное отверстие. У самцов некоторых видов эти зубчики частично или полностью редуцированы. На конце постабдомена имеются парные коготки, покрытые шипиками. По одним данным они гомологичны фурке, по другим — представляют собой пару крупных видоизменённых щетинок. Шипики есть на наружной и внутренней стороне коготков, обычно на наружной стороне три группы шипиков, на внутренней — две. Постабдомен служит для очистки фильтрационного аппарата от крупных посторонних частиц.

## Внутреннее строение
Покровная система дафний представлена типичной гиподермой. Гиподерма карпакса состоит из крупных клеток, образующих ячейки ромбической формы.
Центральная нервная система состоит из надглоточного ганглия (головного мозга) и брюшной нервной цепочки с несколькими парными ганглиями. Головной мозг хорошо заметен у живых особей, что встречается крайне редко. Он состоит из крупного, разделённого пополам оптического ганглия и собственно надглоточного ганглия. От передней части оптического ганглия отходит оптический нерв, соединяющий мозг со сложным фасеточным глазом. Непарный сложный глаз у дафний образуется из парного зачатка (у эмбрионов два глаза) и содержит ровно 22 фасетки (омматидия). Он расположен в особой полости внутри головы, к стенкам которой подвешен с помощью двух связок (лигаментов) и приводится в движение тремя парами глазодвигательных мышц. У живых особей заметен тремор глаза, время от времени наблюдаются более крупные скачки (саккады) глаза. От головного мозга отходят нервы также к глазку (простому глазу), первым антеннам (в их основании имеется чувствительный ганглий, клетки которого иннервируют обонятельные щетинки — эстетаски), а также нервы к чувствительному затылочному органу неизвестного назначения. К нижней части надглоточного ганглия примыкает простой глаз (глазок, науплиальный глаз). У большинства видов он содержит пигмент и заметен в виде небольшой чёрной точки. Вокруг пигментного пятна расположены 4 группы чувствительных клеток.
У дафний имеется сложная система поперечнополосатых мышц, приводящих в движение вторые антенны, постабдомен  и грудные конечности, а также мышцы, приводящие в движение глаз, верхнюю губу и др. Мышцы пищеварительного тракта также поперечнополосатые.
Пищеварительный тракт начинается ротовым отверстием, которое прикрыто крупной верхней губой. Гигантские высокополиплоидные клетки, расположенные внутри губы, выделяют секрет, склеивающий пищу в пищевой комок. Движениями мандибул он переправляется в тонкий пищевод, мышцы-дилататоры которого создают перистальтику, обеспечивая транспорт пищи по пищеводу. Внутри головы пищевод переходит в более широкую среднюю кишку, которая тянется до средней части постабдомена. Внутри головы от средней кишки отходят два изогнутых печеночных выроста. В задней части постабдомена находится короткая задняя кишка.
Сердце находится на спинной стороне тела, спереди от края выводковой камеры. Кровь (гемолимфа), ток которой хорошо заметен благодаря наличию в ней бесцветных клеток — фагоцитов, попадает внутрь сердца через остии — два щелевидных боковых отверстия. При сокращении сердца остии закрываются клапанами, а кровь выбрасывается через переднее отверстие к голове. Кровеносные сосуды отсутствуют, закономерное направление токов крови обеспечивается прозрачными перегородками между разными участками миксоцеля.
Дыхание происходит через покровы тела, в первую очередь грудных ног, на которых имеются дыхательные придатки — эпиподиты. Последние принимают участие также в осморегуляции. Дополнительный орган осморегуляции новорождённых особей — крупная затылочная пора (затылочный орган), который исчезает после первой постэмбриональной линьки.
Органы выделения — сложной формы максиллярные железы, которые расположены на внутренней поверхности створок в их передней части.
Парные яичники (у самцов — семенники) расположены по бокам от кишечника. На заднем конце находится зона размножения оогониев, остальная часть яичника заполнена созревающими ооцитами. Яйцеклетки по мере созревания перемещаются к их задней трети, где расположены узкие яйцеводы, открывающиеся в выводковую камеру. У самцов семяпроводы открываются на постабдомене в его дистальной части, у многих видов на специальных сосочках.

## Линька
При линьке расходится цервикальный шов — линия между головным щитом и карапаксом, и животное вылезает из экзувия. Вместе с карапаксом сбрасываются покровы тела и конечностей. Линька периодически повторяется в течение всей жизни особи. Обычно линька происходит в толще воды, эфиппиальные самки некоторых видов линяют, приклеившись снизу к поверхностной плёнке воды. Несколько линек происходят во время эмбрионального развития, в выводковой камере.

## Распространение
Род Daphnia имеет всесветное распространение (включая Антарктиду, где в реликтовых солёных озёрах оазиса Вестфолль (Vestfold Hills) была обнаружена Daphnia studeri, ранее относимая к роду Daphniopsis). В начале XX века преобладало мнение о космополитном распространении большинства видов, однако впоследствии выяснилось, что фауны разных континентов сильно различаются. Некоторые виды, тем не менее, имеют очень широкие ареалы и распространены на нескольких материках. Наименьшее число видов характерно для экваториальных районов, где дафнии редки. Наиболее разнообразна фауна субтропиков и умеренных широт. В последние десятилетия ареалы многих видов изменились из-за их расселения человеком. Так, в Европу (Англию) был вселен вид из Нового Света Daphnia ambigua. Во многих водохранилищах юга США стала обычной D. lumholtzi, которая до этого встречалась только в Старом Свете.
В прудах и лужах средней полосы России часто встречаются (и наиболее популярны среди аквариумистов) следующие рачки рода дафния:
большая дафния (Daphnia magna), самка — до 6 мм, самец — до 2 мм, новорождённые — 0,7 мм. Созревают в течение 10—14 суток. Помёты через 12—14 суток. В кладке до 80 яиц (обычно 20—30). Продолжительность жизни — до 3 месяцев;
обыкновенная дафния (Daphnia pulex), самка — до 3—4 мм, самец — 1—2 мм. Помёты через 3—5 суток. В кладке до 25 яиц (обычно 10—12). Живут 26—47 суток.
В озёрах умеренной зоны Евразии часто встречаются Daphnia cucullata, Daphnia galeata, Daphnia cristata и несколько других видов.

## Биология
Дафнии — мелкие рачки (размеры тела взрослых особей от 0,6 до 6 мм). Они населяют все типы стоячих континентальных водоёмов, встречаются также во многих реках с медленным течением. В лужах, прудах и озёрах часто имеют высокую численность и биомассу.
Дафнии — типичные планктонные рачки, большую часть времени проводящие в толще воды. Различные виды населяют мелкие временные водоёмы, литораль и пелагиаль озёр. Довольно многие виды, особенно населяющие засушливые районы, — галофилы, обитающие в солоноватых, солёных и гипергалинных континентальных водоёмах. К таким видам относятся, например, Daphnia magna, Daphnia atkinsoni, Daphnia mediterranea, a также большинство видов, ранее относимых к роду Daphniopsis.

### Локомоция
Большую часть времени проводят в толще воды, передвигаясь резкими скачками за счёт взмахов вторых антенн, которые покрыты специальными оперёнными щетинками (отсюда их обычное название — «водяные блохи», часто относимое ко всем ветвистоусым). Многие дафнии способны также медленно ползать по дну или стенкам сосудов за счёт токов воды, создаваемых грудными ножками (антенны при этом способе передвижения неподвижны).

### Питание
Основной пищей для дафний служат бактерии и одноклеточные водоросли. Виды, которые переживают зиму в активном состоянии (в глубоких, непромерзающих водоёмах), проводят её в придонных слоях воды, питаясь в основном детритом. Питаются путём фильтрации, создавая токи воды ритмическими движениями грудных ножек. Пища отфильтровывается веерами фильтрующих щетинок, которые расположены на эндоподитах III и IV пар грудных ног. Крупные частицы, застрявшие в фильтрационном аппарате (например, нитчатые водоросли), удаляются с помощью постабдомена и его коготков. С фильтрующих вееров пища поступает в брюшной пищевой желобок, передаётся к максиллам первой пары и затем к мандибулам, движения которых переправляют её в пищевод. Спереди ротовое отверстие дафний прикрыто крупной верхней губой, внутри которой расположены слюнные железы из гигантских полиплоидных клеток. Их секрет склеивает частицы пищи в пищевой комок.
Фильтрация происходит постоянно, даже когда кишечник становится полностью заполненным, что происходит через промежуток времени от 10 мин до 4 часов, частицы продолжают двигаться по брюшному желобку ко рту, но отбрасываются ротовыми придатками и задним отделом тела обратно в воду, и так — пока не освободится место в кишечнике, после чего отфильтрованная пища снова начинает поступать в пищевод.
При средней концентрации корма в воде, взрослые дафнии различных видов фильтруют со скоростью от 1 до 10 мл/сутки. Суточное потребление пищи взрослой Daphnia magna может достигать 600 % от веса её тела. За сутки дафния поедает от 5 до 41 млн бактерий.

### Газообмен
На грудных ножках расположены мешковидные дыхательные придатки — жабры. Вероятно, значительную часть кислорода дафнии получают через тонкие покровы тела и конечностей, а дыхательные придатки, как и затылочный орган новорождённых, играют важную роль в осморегуляции. Некоторые виды (например, Daphnia pulex, Daphnia magna) при пониженном содержании кислорода в воде начинают синтезировать гемоглобин, так что их гемолимфа и всё тело окрашивается в красный цвет.

### Цикломорфоз
Многие виды дафний (в основном обитающие в озёрах) обладают цикломорфозом — разные их поколения, развивающиеся в различные сезоны года, резко различаются по форме тела. В умеренных широтах летние поколения таких видов имеют удлинённые выросты кутикулы — хвостовую иглу и шлем головного щита. У весенних и осенних поколений хвостовая игла короче, шлем может быть короче или вообще отсутствует. Показано, что отращивание выростов требует энергетических затрат и приводит к снижению плодовитости. Из факторов, вызывающих рост выростов покровов, было продемонстрировано влияние повышенной турбулентности воды, высокой температуры и др.
Позднее было показано, что основное влияние на рост цикломорфных выростов оказывают кайромоны — сигнальные вещества, выделяемые разными видами беспозвоночных и позвоночных хищников. Выдвигалось множество гипотез об адаптивной роли цикломорфоза: облегчение парения в менее плотной и вязкой воде, ускоренное плавание в горизонтальном направлении и др. Большинство из них либо не доказаны, либо опровергнуты. Сейчас в качестве основного объяснения цикломорфоза принимается теория о роли выростов в защите от хищников. Прозрачные выросты увеличивают реальный размер тела и защищают тем самым от мелких беспозвоночных хищников — более крупную добычу с выростами труднее схватить и не выпустить при манипулировании — «запихивании в рот». Иногда при этом хвостовая игла обламывается, что может играть ту же роль, что и автотомия хвоста у ящерицы. В то же время прозрачные выросты не увеличивают видимого размера, что важно для защиты от крупных зрительных хищников — рыб.

### Вертикальные миграции
Как и другие представители зоопланктона, дафнии совершают вертикальные миграции во многих водоёмах — как крупных и глубоких, так и мелких. Практически всегда эти миграции носят суточный характер: в светлое время суток рачки перемещаются в более глубокие придонные слои, а в тёмное время суток — поднимаются к поверхности. Среди множества теорий, объясняющих причины миграций, на которые затрачивается заметный процент энергии, наиболее обоснованной сейчас считается теория, связывающая миграции всё с той же защитой от хищников. В светлое время суток более крупные виды, хорошо заметные для зрительных хищников, вынуждены опускаться в глубокие, плохо освещённые слои воды для защиты от выедания рыбами. Миграции у одного и того же вида дафний могут быть хорошо выражены в озёрах, где рыб много, и отсутствовать в озёрах, где планктоядные рыбы отсутствуют.

## Размножение и расселение
Для большинства дафний (как и других ветвистоусых) характерен циклический партеногенез. В благоприятных условиях (например летом в непересыхающих лужах и мелких водоёмах) в популяциях дафний присутствуют только партеногенетические самки. Из их неоплодотворённых диплоидных яиц развиваются следующие поколения самок. Поскольку партеногенез у дафний амейотический, их размножение клональное (популяции состоят из клонов — потомства отдельных самок). Развитие эмбрионов при партеногенезе протекает в выводковой камере под раковинкой и сопровождается несколькими линьками. Затем молодые рачки выходят из выводковой камеры (развитие прямое).
Осенью или перед высыханием водоёма из таких же неоплодотворённых яиц развиваются самцы (как правило, все особи одного помёта имеют одинаковый пол). Таким образом, определение пола у дафний чисто средовое.
Переход к двуполому размножению у видов из крупных водоёмов обычно требует воздействия двух стимулов — понижения температуры и уменьшения длины светового дня. Предполагается, что эти и другие стимулы действуют через снижение потребления пищи самкой.
Самцы дафний имеют более мелкие размеры, существенно отличаются от самок по строению первых антенн и грудных ног. Они плавают быстрее самок и спариваются с ними, прикрепившись к заднему краю раковинки. Оплодотворение у дафний внутреннее.
В последние годы показано, что развитие самцов может быть индуцировано добавлением в среду ювенильного гормона ракообразных метил-фарнезоата, а также аналогов ювенильного гормона насекомых — инсектицида феноксикарба.
В период двуполого размножения одни самки рождают самцов, а другие в это же время образуют покоящиеся, или эфиппиальные, яйца. Они образуются путём мейоза и для развития требуют оплодотворения. После оплодотворения они также выходят в выводковую камеру, покровы которой утолщаются и образуют специальную хитиновую камеру — эфиппиум (эфиппий). У большинства видов дафний в эфиппиуме два яйца; у некоторых австралийских видов, часто выделяемых в отдельный род Daphniopsis, в эфиппиуме одно яйцо. У видов подрода Daphnia длинные оси яиц перпендикулярны спинному краю эфиппиума, у видов подрода Ctenodaphnia — параллельны ему или наклонены под небольшим углом. Развитие яиц продолжается до стадии гаструлы, затем они впадают в анабиоз. При очередной линьке самка сбрасывает эфиппиум, который у некоторых видов обычно опускается на дно, а у других плавает на поверхности водоёма. При откладке эффипия самки некоторых видов (например, Daphnia pulex) нередко погибают. Вместе с эфиппиумами яйца дафний разносятся ветром, распространяются на лапах млекопитающих, на лапах и перьях птиц, а также в их кишечниках. Показано также, что плавающие эфиппиумы могут прилипать к телу клопов-гладышей, взлетающих с поверхности воды, и переноситься ими, причём чаще гладыши переносят более мелкие эфиппиумы. Яйца в химически стойкой оболочке внутри эфиппия после прохождения через кишечник птиц и рыб могут оставаться жизнеспособными. Обычно они также выдерживают промерзание и длительное высыхание. Показано, что покоящиеся яйца дафний могут длительное время выживать и развиваться в растворах ядовитых солей (например, хлорида ртути HgCl2) при концентрации ядов, в тысячи раз превышающей ПДК; после разрыва оболочки яйца вылупившиеся эмбрионы в таких растворах сразу же погибают.

## Использование в научных исследованиях
Дафнии используются в качестве модельных организмов во многих экологических, токсикологических и генетических исследованиях.

### Расшифровка генома
За последние годы осуществлена частичная расшифровка генома дафнии Daphnia pulex, в 2011 г. был завершён его черновик. Геном дафнии состоит из 200 миллионов нуклеотидов, но при этом содержит минимум 30,9 тысяч генов — больше, чем у других до сих пор изученных многоклеточных животных (например, в геноме человека около 20-25 тысяч генов). Геному дафнии оказался свойственен высокий темп генных дупликаций, что привело к созданию многочисленных генных кластеров. Более трети продуктов генов, обнаруженных в геноме дафнии, не имеют известных гомологов в протеомах других организмов. Наиболее крупные амплифицированные генные семейства также характерны только для этой эволюционной линии. Многие гены-паралоги экспрессируются по-разному в зависимости от условий среды; уникальные для дафний гены наиболее чувствительны к изменениям условий. Можно предполагать, что генные дупликации увеличили экологическую пластичность дафний, позволяя им приспособиться к условиям разных водоёмов и к меняющимся условиям в одном водоёме.

## Разведение
Широко распространено культивирование дафний в качестве кормового объекта, как в промышленных целях, так и любителями — аквариумистами. В благоприятных условиях дафнии легко и быстро размножаются и растут, что позволяет получать 30—50 (в отдельных случаях — до 100) граммов рачков в сутки с одного кубического метра культуры.
Исходная культура легко может быть получена из природных водоёмов. Желательно отлавливать рачков в небольших водоёмах, где популяция дафний может быть практически свободна от примеси других животных. В зимнее время культуру дафний можно получить из эфиппиальных покоящихся яиц, заранее собранных с поверхности воды или из верхнего слоя ила. Собранные эфиппиумы хорошо сохраняются в сухом состоянии в прохладном помещении.
В зависимости от необходимого количества рачков, культивировать дафний можно как в небольших сосудах, так и в крупных бассейнах и прудах. Оптимальная плотность культуры — 300—1000 г/м³. Периодически, раз в несколько недель или месяцев, культуру перезакладывают. Старение культуры связано с накоплением в ней продуктов обмена и разложения и с засорением её другими организмами. При подмене воды срок жизни культуры продлевается.
Оптимальная температура выращивания — 15—25 °C, реакция среды нейтральная (pH 6,8—7,8), содержание кислорода — не менее 3—6 мг/л, окисляемость 14,8—26,2 мг O2/л.
При выращивании дафний применяют и совместное, и раздельное культивирование рачков и корма для них.
При совместном выращивании в культуру добавляют органические удобрения, например навоз, вносимый в количестве 1,5 кг/м3. Возможно выращивание на минеральных удобрениях, добавка которых вызывает бурное развитие одноклеточных водорослей.
Недостатком совместного культивирования является сильное загрязнение воды, быстрое старение культуры и быстрое зарастание ёмкости нитчатыми водорослями.
Раздельное выращивание дафний и корма для них лишено этих недостатков, но технически сложнее и применяется в основном в условиях массового промышленного культивирования кормовых рачков. При этом отдельно выращивается водорослевая культура, которая 1—2 раза в день вносится в ёмкость с дафниями.
В лабораторных и домашних условиях удобно содержать культуру дафний на дрожжах, вносимых ежедневно понемногу в количестве 15—20 г на кубический метр культуры (15—20 мг/л). . Стандартизированные методы лабораторного культивирования дафний описаны в руководствах по токсикологии и биотестированию.

## Прочие факты
Живые, сушёные и замороженные дафнии нередко используются как корм для аквариумных рыбок или насекомых, которых содержат в террариумах. В промышленном рыбоводстве большое значение имеет разведение дафний на корм.
Дафнии — один из стандартных объектов для тестирования токсичности водных растворов химических соединений, применяемых в исследовании загрязнений водной среды. Дафнии чувствительны даже к небольшим концентрациям некоторых солей, например, добавление солей меди в концентрации 0,01 мг/л вызывает замедление движений рачков, они либо опускаются на дно, либо замирают у поверхностной плёнки воды.